# Wielick (gmina)
Wielick – dawna gmina wiejska istniejąca do 1939 roku w woj. wołyńskim (obecnie na Ukrainie). Siedzibą gminy był Wielick.
W okresie międzywojennym gmina Wielick należała do powiatu kowelskiego w woj. wołyńskim. Według stanu z dnia 4 stycznia 1936 roku gmina składała się z 29 gromad. Po wojnie obszar gminy Wielick wszedł w struktury administracyjne Związku Radzieckiego.